# Pascal Ackermann
Pascal Ackermann (født 17. januar 1994) er en tysk cykelrytter, der kører for det professionelle cykelhold Israel-Premier Tech.

## Meritter
2015
2. etape, Szlakiem Grodów Piastowskich
2016
 Tysk U23-mester i landevejsløb
4. etape, Tour de Berlin
 Sølv Herrernes linjeløb (U23), VM i landevejscykling
2018
5. etape, Romandiet Rundt
2. etape, Critérium du Dauphiné
 Tysk mester i landevejsløb
London-Surrey Classic
1. og 2. etape, Polen Rundt
Brussels Cycling Classic
Grand Prix de Fourmies
2. etape, Tour of Guangxi
2019
Clásica de Almería
Bredene Koksijde Classic
Eschborn–Frankfurt
2. og 5. etape, Giro d'Italia
2022
4. etape, Polen Rundt